# 飛鳥

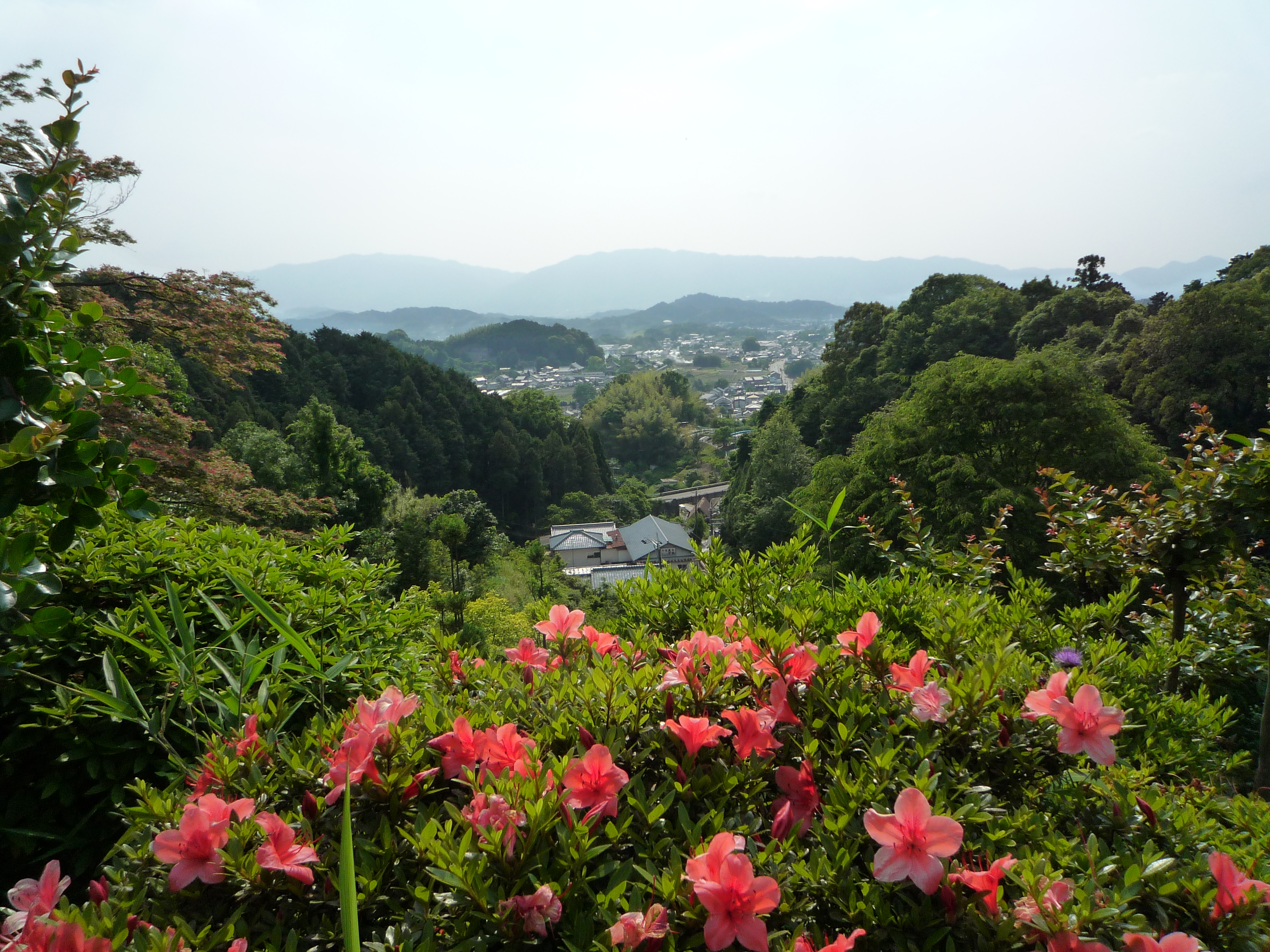
岡寺より飛鳥全景

飛鳥（あすか）は、かつて大和国高市郡にあった地域である。現在の奈良県高市郡明日香村大字飛鳥周辺を指した。
上記の他に、河内国安宿郡に現在の大阪府羽曳野市及び太子町あたりを指した飛鳥という地名があり、両者を区別するために、河内国（大阪府）の飛鳥は「近つ飛鳥」「河内飛鳥」とよばれ、大和国（奈良県）の飛鳥は「遠つ飛鳥」「大和飛鳥」と呼ばれる。この場合の「近つ」「遠つ」はかつて都があった難波宮（大阪市中央区）からみて近いかと遠いかによるとする説もある（なお、遠つ飛鳥と近つ飛鳥を逆に解する説もある）。
現在では、単に「飛鳥」といった場合には、大阪府の飛鳥（河内飛鳥）ではなく奈良県の飛鳥（大和飛鳥）を指すのが一般的である。したがって、ここでは奈良県の飛鳥について記述している（大阪の飛鳥は「河内飛鳥」を参照）。

## 概要
古い時代においてのみ公的名称であったのではなく、近年においても1956年の合併によって明日香村がうまれるまではこの地域に飛鳥村があり地方自治体の名称として飛鳥は存在した。また、現在においても明日香村の大字（おおあざ）として飛鳥という地名は存在している。
また、『万葉集』において登場する奈良県の地名は総数約900にのぼるが、そのうち1/4は飛鳥に集中している。だれしもが大和の『万葉集』所縁の地を訪ねようとすれば、おのずと飛鳥を訪れるといっても過言ではない。

## 名称の由来

### 読み
「あすか」という読みの語源については外来語由来説、地形名称由来説などがあるがはっきりとしたことはわかっていない。
外来語説
- サンスクリット語：アソカ(ムユウジュ、阿輸迦の木)、アショーカなどのサンスクリット語とする説[2]"。
- 古代朝鮮語：古代朝鮮語（扶余語）の“スカ”（「村」の意）に接頭語アが付いたとする説[2]。
- 海外地名：安宿（アンシュク）の渡来人による転訛とする説[2]。

地形由来説
- ア+洲処： 川の中洲や砂州を意味する“ス”のある“カ”（場所、処）に接頭語アが付いたとする説[2]。
- 浅す河、浅す処：河川が浅い、水が涸れた所という意味から、“アス”（浅す）“カ”（河または処）とする説[2]。
- 荒処：土地の様子を“アサ”（荒）の“カ”（処）と呼んだとする説。
- あす処（崩れた所の意）：古語で崩落地形を“アス”を呼んだため、当地の地形形状から“アス”（崩落）“カ”（処）と呼んだとする説[2]。

その他
- スズメの一種で渡来する冬鳥であるイスカ（交喙、鶍）に由来するという説[2]。
- 渡来人たちがアスカの地で、大陸から飛来した冬鳥が故郷を想起させたとする説[2]。
- スカは古語で禊などの神聖な意味を持つことから、神聖なる土地を意味するという説[2]。

### 漢字表記
「飛鳥」の漢字を和訓に当てている由来として、以下の説がある。
- 万葉集枕詞：『万葉集』に見える下記の歌の枕詞に由来するとする説[2]。
  - 飛鳥（とぶとり）の　明日香の里を置きて去（い）なば君が辺は見えずかもあらむ(1-78)
  - 飛鳥の　明日香の河の上ッ瀬に生（お）ふる玉藻は下ッ瀬に流れ触らふ玉藻なす（略）(2-194)
  - 飛鳥の　明日香の川の上ッ瀬に石橋渡し下ッ瀬に打橋渡す石橋に生ひ靡（なび）ける（略）(2-194)
- 元号：天武朝に、吉兆を意味する朱鳥を元号とし（686年〜）、造営した浄御原宮に「飛鳥」と冠したのが初め[3]とする説。

人名を含む固有名詞について「飛鳥」という表記でアスカと読む例は天武朝に遡ると考えられるが、その後の万葉集中でこの地域を指す地名としては「明日香」と表記された例が多い。この他、史料で「安宿」「阿須賀」「阿須可」「安須可」などの表記でも言及される地名である。

## 範囲
飛鳥時代当時に「飛鳥」と称されていた地域は、飛鳥盆地を中心として飛鳥川の東側に当たるあまり広くないところ（平地にかぎれば南北1.6キロ、東西0.8キロほど）と考えられている（岸俊男など）。
今日では飛鳥川の上流（橘寺一帯）や下流（小墾田宮・藤原京一帯）、更には飛鳥時代には「檜隈（檜前）」と称された高取川流域地域までを含み、行政区域的には明日香村一帯、あるいは人によってはその近隣までを含んで飛鳥と指し示すこともある。
更に藤原京の発掘調査の結果、藤原京は想定以上に広い範囲に及んでその南端は飛鳥の北部地域を含む可能性が指摘され、藤原京（新益京）も本来は「京」としては飛鳥との連続性を持つ地域であったとみられ、後に条坊制の整備とともに独立した空間として確立されたと考えられている。

## 飛鳥京
この飛鳥には天皇（大王）の宮がおかれたことがおおく、推古天皇が崇峻5年（592年）の豊浦宮（とゆらのみや）での即位から持統天皇8年（694年）の藤原京への移転までの、約100年間を日本の歴史の時代区分として飛鳥時代と称している。
また、永らく日本の政治・文化の中心地であったので、宮殿や豪族の邸宅などがたちならび、帰化系の人々も段々と付近に居住するようになり、なかでものちに有力氏族に成長した阿智使主（あちのおみ）を氏祖とする東漢氏がはやくから飛鳥にちかい檜隈に居をかまえていた。
6世紀半ばには飛鳥周辺に仏教が伝来して文化が発達していった。7世紀には、飛鳥は古代日本の政治と文化の中心地となり、都市機能の整備がおこなわれるなど宮都の様相を呈していたので、「倭京」もしくは「飛鳥京」とも呼ばれていた（『紀』）。
飛鳥時代には、豊浦宮が飛鳥の西方、飛鳥川をはさんだ対岸に置かれた。また小墾田宮は飛鳥の北側の小墾田（小治田）と称される地域にあったとされている。そのため、厳密には飛鳥におかれた宮ではない。豊浦宮は豪族の邸宅を利用していたと推定されており、隋の使者が往来するようになると小墾田宮を造営して、603年推古天皇が遷宮している。これは外国の使者の饗応にふさわしい宮殿が必要になったのだろうと推測されている。
また、古事記にしるされる允恭天皇の遠飛鳥宮、日本書紀にしるされる顕宗天皇の近飛鳥八釣宮については、前者がこの地で後者が河内飛鳥とする説、前者が河内飛鳥で後者がこの地とする説、両者ともに河内飛鳥とする説とがある。
なお、斉明と天武の間の天智天皇・弘文天皇（大友皇子）の両代では飛鳥をはなれ近江大津に近江宮がおかれた。
当地にあった天皇（大王）の宮
- 豊浦宮（推古天皇）
- 小墾田宮（推古天皇）
- 岡本宮（飛鳥岡本宮）（舒明天皇）
- 板蓋宮（皇極天皇）
- 川原宮（斉明天皇）
- 岡本宮（後飛鳥岡本宮）（斉明天皇）
- 飛鳥浄御原宮（天武天皇・持統天皇）

## その他

### 議員連盟
- 飛鳥古京を守る議員連盟（1970年から中断を挟み2013年に復活）[8]